# Françoise Pouradier Duteil
Françoise Pouradier Duteil (* 17. Juli 1937) ist eine französisch-deutsche Sprachwissenschaftlerin.
Sie hat in Grenoble, Montpellier und Wien studiert. Seit 1972 arbeitet sie an der Universität Bremen, wo sie emeritierte Professorin für romanische Sprachwissenschaft, mit dem Schwerpunkt Französisch ist.

## Schriften
- Zs. mit Eberhard Klein und Karl Heinz Wagner (Hrsg.): Betriebslinguistik und Linguistikbetrieb. Akten des 24. Linguistischen Kolloquiums. Universität Bremen, 4.–6. September 1989. 2 Bände. Niemeyer, Tübingen 1991.